# Вэньчжоуский диалект
Вэньчжоуский диалект (кит. упр. 温州话, палл. вэньчжоухуа) — южный субидиом диалектной группы у китайского языка. На нём говорят в городе Вэньчжоу, расположенном в южной части провинции Чжэцзян на юго-востоке Китая. По своей фонетике, лексике и грамматике диалект значительно отличается от официального китайского языка путунхуа и непонятен для других китайцев. При этом и внутри самого диалекта довольно сильны фонетические различия между наречиями отдельных уездов и городов, выделяются жуйаньский говор, юэцинский говор и др. Зачастую под вэньчжоуским диалектом в узком смысле понимается наречие, на котором говорят жители городской зоны собственно Вэньчжоу, не включая другие города и уезды, входящие в его состав. Вэньчжоуский диалект в широком смысле насчитывает около 5 млн носителей.
В силу своей сложности вэньчжоуский диалект считается в Китае одним из самых трудных для изучения.

## Место диалекта в лингвистической картине Китая
Вэньчжоуский диалект является репрезентативным идиомом южноуских диалектов. В Китае его называют «лингвистической окаменелостью», поскольку в нём сохранилось очень многое из древнекитайского языка. В то время как на путунхуа очень большое влияние оказали языки северных кочевых народов, а североуские диалекты в свою очередь оказались под влиянием официального северного гуаньхуа, именно в южноуских диалектах в силу географических причин древнекитайские фонетические и другие нормы сохранились лучше всего.
Вэньчжоуский диалект тесно связан с древнеминьским, древнечуским и древнецзяндунским языками, он имеет особое значение для исследователей исторической фонетики и исторической лингвистики китайского языка. Кроме того, Вэньчжоу — родина южнокитайской оперы наньси, и в её пьесах содержится немало вэньчжоуизмов. Поскольку опера наньси оказала огромное влияние на юаньские пьесы, юаньские и минские романы, исследователям этих произведений также приходится прибегать к помощи вэньчжоуского диалекта.

## Фонетика

### Тоны
| Номер | Название тона  | Рисунок тона |
| ----- | -------------- | ------------ |
| 1     | инь-пин (陰平) | 44           |
| 2     | ян-пин (陽平)  | 31           |
| 3     | инь-шан (陰上) | 45           |
| 4     | ян-шан (陽上)  | 34           |
| 5     | инь-цюй (陰去) | 42           |
| 6     | ян-цюй (陽去)  | 22           |
| 7     | инь-жу (陰入)  | 323          |
| 8     | ян-жу (陽入)   | 212          |

## История диалекта
Народы, населявшие нынешнюю территорию Вэньчжоу до объединения Китая под властью династии Цинь, входили в группу, которую китайцы называли сто народов юэ. Они говорили на древнеюэском языке (относится к дун-тайским (или тай-кадайским) языкам), который был также распространён в царстве У. Он был взаимонепонимаем с древнекитайским, на котором говорили в царствах Ци и Чу, однако он был родственником современных дунского, чжуанского, шанского, лаосского и тайского языков. В современном вэньчжоуском по-прежнему остаётся немало тай-кадайских следов.
В 333 году до н. э. царство Чу разгромило Юэ и усилило свою власть над землями У и Юэ, пока в 221 году до н. э. Китай под своей властью не объединила династия Цинь, владычество которой продолжалость 112 лет. Поскольку чусцы занимали доминирующее положение в У и Юэ, вскоре восточночуский диалект слился воедино с уюэским языком и превратился в новую разновидность китайского языка — цзяндунский диалект (цзяндун 江东 — дословно «к востоку от реки», имеется в виду река Янцзы), который является прямым предком уского диалекта. В труде «Звуки и толкования от Хуйлиня» (кит. 慧琳音义) эпохи Тан цзяндунские диалекты объединены под названием «звуки У и Чу» (кит. 吴楚之音). Более древняя лексика вэньчжоуского берёт своё начало именно в цзяндунском диалекте. Последний также служит основным источником «просторечных чтений» иероглифов в вэньчжоуском диалекте.
Во времена династий Цинь и Хань ханьцы начали официально осваивать территорию У и Юэ, однако юг современной провинции Чжэцзян и современная провинция Фуцзянь всё ещё находились под властью юэсцев, которые основали там царства Восточное Оу и Миньюэ, которые сохраняли своё независимое положение. Несмотря на то, что во времена ханьского У-ди Восточное Оу «переместило удел свой и народ свой в Срединное царство и расположились они между Янцзы и Хуайхэ», однако среди переселенцев в основном была княжеская семья и знать. В это время в восточнооуский диалект проникает всё больше китаизмов, однако основной словарный массив диалектов оу-юэ по-прежнему составляет тай-кадайская лексика.
В эпоху Шести династий (III—VI вв. н. э.) цзяндунский диалект начинает распадаться на у и минь. Согласно записям восточноцзиньского историка Го Пу, в это время жители Оу и Юэ уже говорили на древнеуском диалекте. Поскольку Вэньчжоу граничит с ареалом минь, в вэньчжоуском сохранилось довольно много характерных для древнеминьского особенностей.
Во времена династий Тан и Сун регион пережил несколько крупных миграций населения, в особенности при переносе столицы Южной Сун, после которого в Вэньчжоу резко увеличилось ханьское население, прибывшее со Срединной равнины, принёсшее в Оу и Юэ китайскую культуру и ассимилировавшее местный диалект. Под влиянием среднеравнинного диалекта в вэньчжоуском развилось явление различия просторечных и литературных чтений иероглифов. Вэньчжоуский диалект времён династии Сун был уже очень близок к современному. В то время как северные диалекты китайского языка подвергались многократным изменениям, вэньчжоуский сохранил очень много характерных для древнекитайского особенностей, поэтому если читать танские стихи и сунские строфы на вэньчжоуском, это будет звучать намного естественней, чем на современном путунхуа.

## Особенности диалекта
Фонетика и структура предложений вэньчжоуского диалекта более близки к древнему языку. Вэньчжоуский взаимонепонимаем с путунхуа и другими ускими диалектами. Он очень сложен для понимания и изучения невэньчжоуцами.
- Акцентируемые слова и слоги могут терять придыхание и звучать как звонкие.
- Существительные ставятся перед определениями, а глаголы — перед наречиями, то есть прямо противоположно правилам современного китайского языка.
- Для некоторых употребительных слов и названий невозможно найти упоминания в китайских письменных источниках.
- В диалекте до сих пор встречается довольно много лексических и грамматических вэньянизмов.

## Интересные факты
- Сложность вэньчжоуского наречия привела к возникновению в Китае поговорки: «Не боюсь ни небо, ни землю, боюсь лишь вэньчжоусца, говорящего по-вэньчжоуски» (кит. 天不怕，地不怕，就怕温州人说温州话).
- Считается, что во время Второй мировой войны китайская армия использовала вэньчжоусцев в качестве «живых шифровальных машин».